# Тофик Бахрамов (стадион)
Тофик Бахрамов е футболен стадион в град Баку, столицата на Азербайджан.
Построен е през периода 1939 – 1951 г. и разполага с капацитет от 29 850 седящи места. Сегашното си име получава през 1993 г. в чест на починалия тогава футболен съдия Тофик Бахрамов.
Приема домакинските мачове на местните футболни отбори „Нефтчи“, ФК „Баку“, както и на националния отбор по футбол на Азербайджан.
На 9 септември 2014, ще се проведе първата среща от Квалификации за Европейското първенство по футбол 2016 между Азербайджан и България.